# 85-ös villamos (Budapest)
A budapesti 85-ös jelzésű villamos a Hermina út és Rácfürdő között közlekedett 1920 márciusában. A járatot a Budapesti Egyesített Városi Vasutak üzemeltette.

## Története
1915 körül indult az Erzsébet királyné útjáról a régi lóversenytér érintésével a Thököly úton, Rákóczi úton és a Kossuth Lajos utcán ment, és az Erzsébet hídon átkelve a Rácfürdőig közlekedett. 1919. november 20-án a BEVV megszüntette. 1920. január 28-án ismét megindult a Hermina út és a Rácfürdő között, de február 7-én megszüntették. Március 4-én újra elindították, de egy héttel később megszüntették.